# Angostura tapajozensis
Angostura tapajozensis är en vinruteväxtart som först beskrevs av Adolpho Ducke, och fick sitt nu gällande namn av B.W.P. de Albuquerque. Angostura tapajozensis ingår i släktet Angostura och familjen vinruteväxter. Inga underarter finns listade i Catalogue of Life.